# Белпочта
«Белпо́чта» (бел. «Белпо́шта») — республиканское унитарное предприятие (РУП), белорусская государственная компания, оператор белорусской национальной почтовой сети. Штаб-квартира расположена в Минске.

## История
Развитие почтовой связи на территории Беларуси имеет давнюю историю, включая древние времена, периоды в составе Великого княжества Литовского, Российской империи, СССР и период независимости.

Здание Министерства связи и информатизации и главного почтамта в Минске

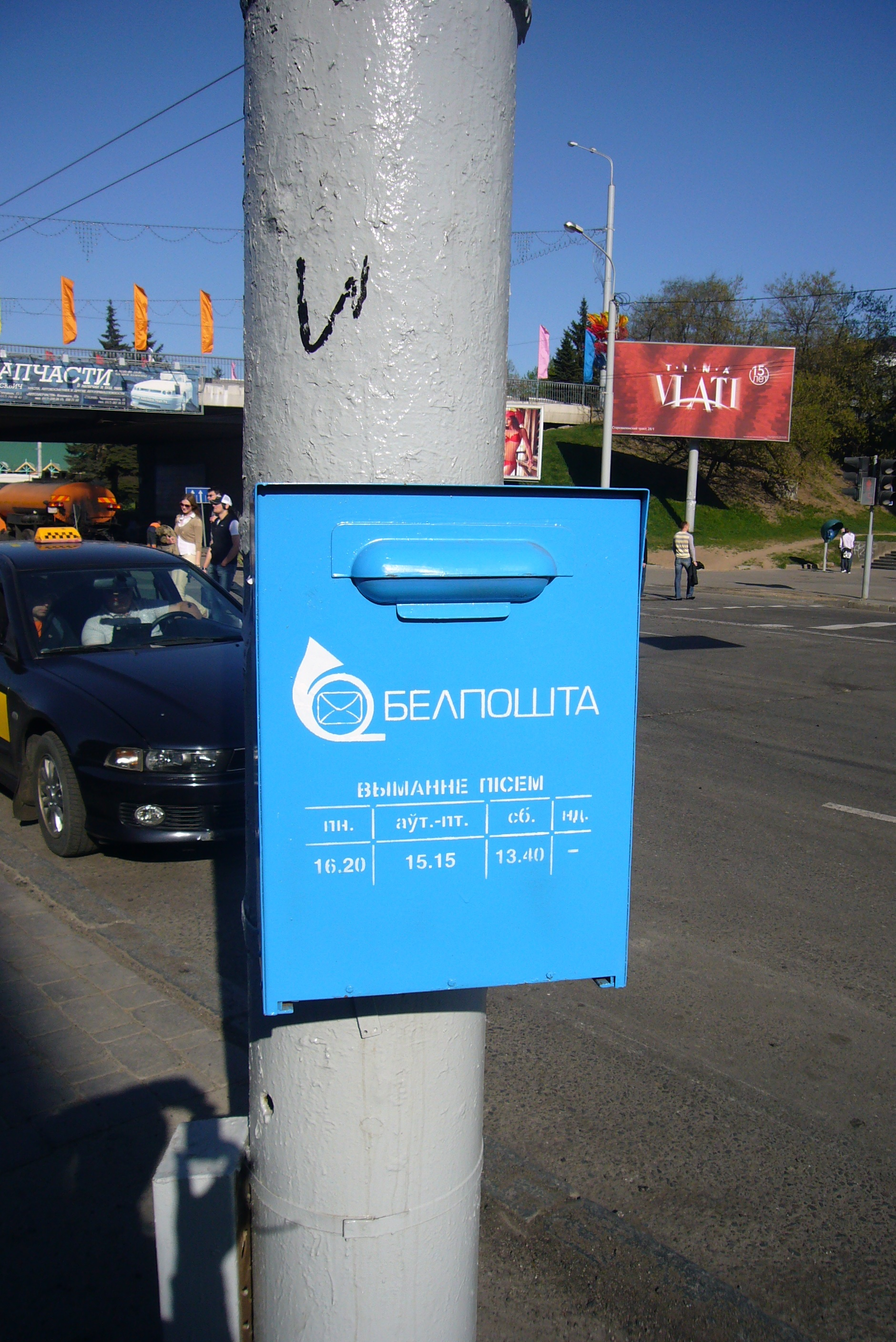
Почтовый ящик «Белпочты»

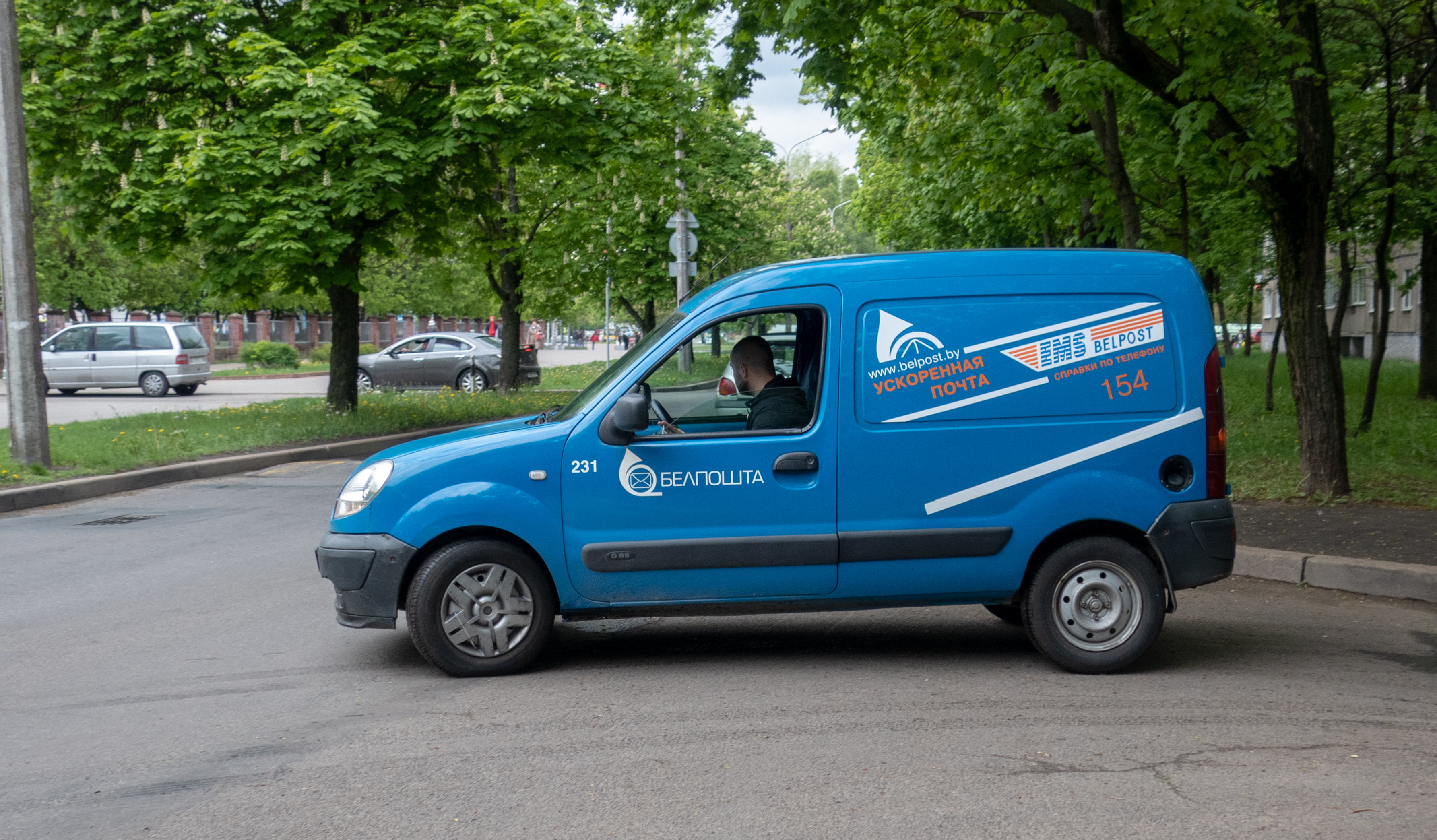
Почтовый автомобиль «Белпочты»

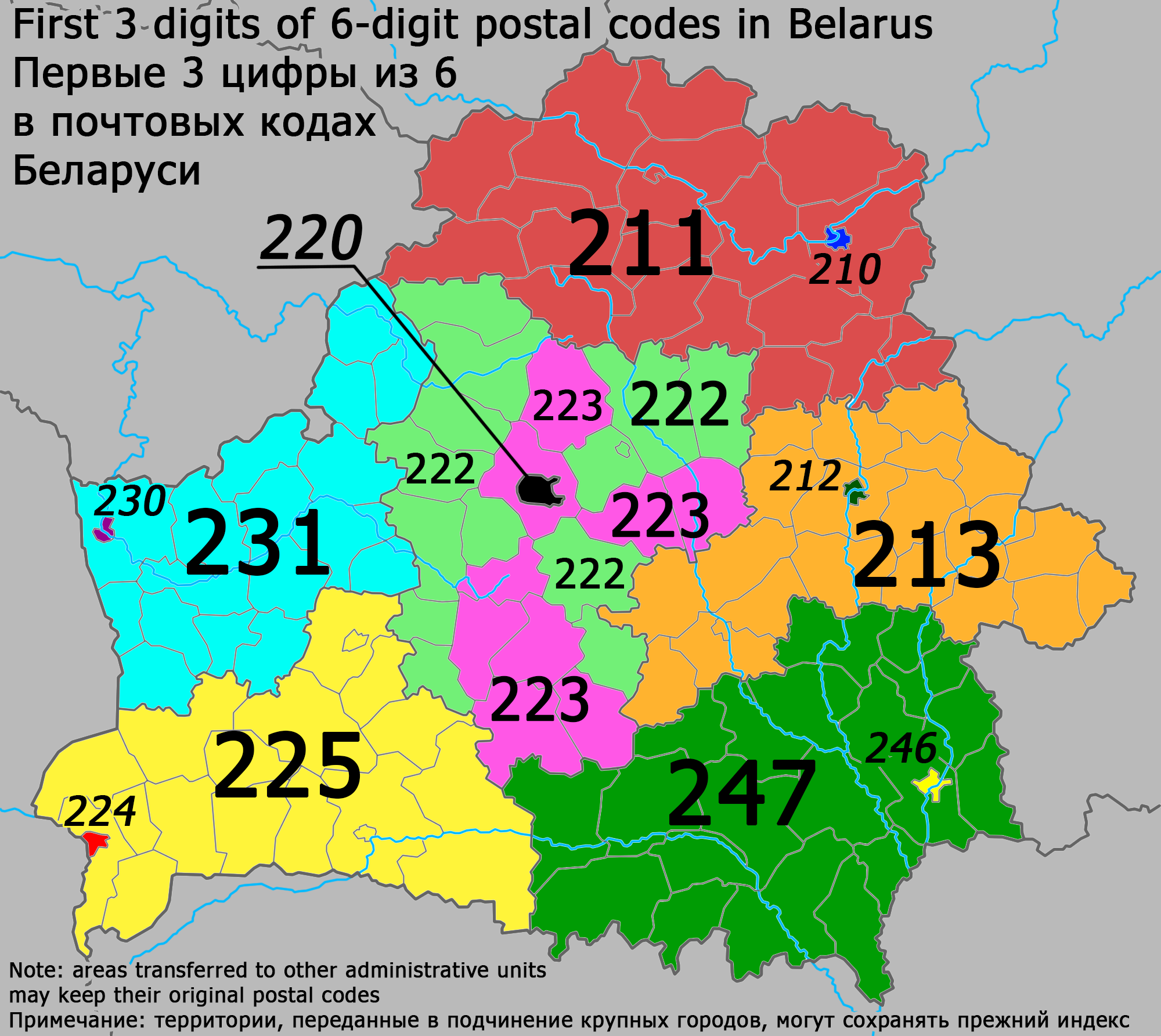
Карта почтовых индексов (первые три цифры)

## Современное состояние
По данным на 2018 год, предприятие насчитывало:
- более 24 000 сотрудников;
- 6 областных филиалов;
- производство «Минская почта»;
- автотранспортное производство;
- более 3100 объектов почтовой связи;
- более 60 центров комплексного обслуживания корпоративных клиентов «Бизнес-почта»;
- 6 пунктов приёма и выдачи почтовых отправлений;
- более 1600 автомобилей;
- более 1100 почтовых маршрутов;
- ежедневный пробег более 160 000 км.

В числе прочих услуг «Белпочта» доставляет газеты по подписке. В августе 2020 года «Белпочта» перестала доставлять подписчикам негосударственную общественно-политическую газету «Народная Воля». Позднее «Белпочта» отказалась распространять «Народную Волю» и подала в суд на эту газету и «Свободные Новости Плюс»: по мнению «Белпочты», услуги по доставке части их тиража были оказаны.
В ноябре 2020 года «Белпочта» не внесла 4 негосударственных газеты в свой подписной каталог на 2021 год. В апреле 2021 года «Белпочта» отказалась брать на реализацию в своих отделениях и включать в подписной каталог на 2-е полугодие 2021 года частное барановичское издание «Intex-press». В июне 2021 года гендиректор «Белпочты» заявила о невключении в подписной каталог на 2-е полугодие 2021 года ещё одной негосударственной газеты — «Новы Час», заподозрив издание в публикации материалов, нарушающих законодательство о СМИ.
3 января 2021 года «Белпочта» запустила платную электронную почту («Национальную почтовую электронную систему»).

## Услуги
К основным видам услуг, оказываемых «Белпочтой», относятся:
- Приём, обработка, хранение, перевозка, доставка (вручение) почтовых отправлений.
- Международные отправления.
- Партионные почтовые отправления.
- Гибридная почта.
- Международная ускоренная почта — EMS.
- Выплата пенсий, пособий, компенсаций и осуществление других выплат.
- Оказание услуг почтовой связи на дому.
- Подписка на периодические печатные издания.
- Прямая почтовая рассылка.
- Услуги таможенного агента и складов временного хранения.